# 羅伯特·柯克曼
羅伯特·柯克曼（Robert Kirkman，1978年11月30日－）是一位美國的漫畫作家，他最著名的作品包括Image漫畫發行的 《陰屍路》和《無敵少俠》，以及漫威漫畫發行的《Marvel Zombies》和《Ultimate X-Men》。他同時也與陶德·麥法蘭共同創造了《Haunt》系列。他是Image Comics的五位合夥人之一，且是唯一非共同創辦人的合夥人。

## 作品列表

### Funk-O-Tron
- Battle Pope #1–13（與東尼·摩爾（Tony Moore）、 麥特·羅柏茲（英语：Matt Roberts (artist)）（Matt Roberts）、強柏·梅爾斯（Jonboy Meyers）、科瑞·沃克（Cory Walker）和蘇義傑（英语：E. J. Su）共同繪製，2000年—2002年）
- Battle Pope Presents: Saint Michael #1–3（與泰瑞·史蒂文斯（Terry Stevens）共同繪製，2001年）

### Image Comics
- SuperPatriot：
  - SuperPatriot: America's Fighting Force #1–4（與科瑞·沃克共同繪製，2002年）
  - SuperPatriot: War on Terror #1–4（與蘇義傑共同繪製，2004年－2007年）
- Tech Jacket #1–6（與蘇義傑共同繪製，2002年－2003年）
- 無敵少俠（英语：Invincible (comics)）（與科瑞·沃克、萊恩·奧特利（Ryan Ottley）共同繪製，2003年－）
- Masters of the Universe #1–3
- Capes, Inc. #1–3（與馬克·英格勒（Mark Englert）共同繪製，2003年）
- Tales of the Realm #1–5（與Matt Tyree、MVCreations共同繪製，2003年－2004年）
- The Walking Dead（陰屍路）（與東尼·摩爾和查理·艾德勒（英语：Charlie Adlard）共同繪製，2003年－2019）
- Noble Causes #2: "Rite of Passage"（與Cory Walker共同繪製，2004年）
- Youngblood: Imperial（與Marat Mychaels共同繪製，Arcade出版，單篇漫畫，2004年）
- Savage Dragon: God War #1–4（與Mark Englert共同繪製，2004年－2005年）
- Four Letter Worlds: "Blam"（與Matt Roberts共同繪製，圖像小說，2005年）
- Image Holiday Special '05: "The Walking Dead"（與Charlie Adlard, one-shot, 2005年）
- Suprema: Supreme Sacrifice（與Jon Malin共同繪製，Arcade出版，單篇漫畫，2006年）
- The Astounding Wolf-Man（與Jason Howard共同繪製，2007年－2010年）
- Image United
- Sea Bear & Grizzly Shark: "The Origin of the Bear, and the Origin of the Shark"（與Jason Howard、Ryan Ottley共同繪製，2010年）
- Guardians of the Globe #1–6（與Benito J. Cereno III、Ransom Getty、Kris Anka共同繪製，2010年－2011年）
- Spawn（閃靈悍將） #200: "Prologue"（劇本與美術，2011年）
- Outlaw Territory: "Man on a Horse: A Dawson Brothers Tale"（與Shaun O'Neil共同繪製，2011年）
- Super Dinosaur #1－持續出版（與Jason Howard, 2011年－）
- The Infinite #1-4（與Rob Liefeld共同繪製，2011年）
- Thief of Thieves #1－持續出版（2012年－）

### 漫威漫畫
- Epic Anthology: "Sleepwalker: New Beginnings"（與Khary Randolph共同繪製，Epic Comics出版，2004年）
- X-Men Unlimited #2: "All the Rage"（與宮澤崇史共同繪製，2004年）
- Spider-Man Unlimited #4: "Love Withdrawal"（與Cory Walker共同繪製，2004年）
- Captain America（美國隊長）#29–32: "Super Patriot"（與Scot Eaton共同繪製，2004年）
- Jubilee #1–6（與Derec Donovan共同繪製，2004年）
- Marvel Team-Up（與Scott Kolins、Jeff Johnson、Paco Medina、Cory Walker、Andy Kuhn and Roger Cruz共同繪製，2005年－–2007年）
- Fantastic Four: Foes（驚奇四超人）#1–6（與Cliff Rathburn, 2005年）
- Amazing Fantasy #15: "Monstro"（與Khary Randolph共同繪製，2006年）
- What If?.. featuring Thor（與Michael Avon Oeming共同繪製，單篇漫畫，2006年）
- Marvel Zombies:
- Ultimate X-Men #66–93, Annual No. 2
- New Avengers: America Supports You（新复仇者）: "Time Trouble"（與Alex Chung、Scott Hepburn共同繪製，單篇漫畫，2006年）
- The Irredeemable Ant-Man（與Phil Hester、Cory Walker共同繪製，2006年－2007年）
- Destroyer #1–5（與Cory Walker共同繪製，2009年）
- X-Force Annual No. 1（與Jason Pearson共同繪製，2010年）

### 其他出版社
- 9-11 vol.1: "Untitled"（與Tony Moore共同繪製，Dark Horse出版，2002年）
- Top Cow: Hardcore（2012年－）
- Tales of Army of Darkness: "Weekend Off"（與Ryan Ottley共同繪製，Dynamite Entertainment出版，單篇漫畫，2006年）
- The Walking Dead: Rise of the Governor（與Jay Bonansinga共同繪製，Thomas Dunne Books出版，2011年）
- The Walking Dead: The Road to Woodbury（與Jay Bonansinga共同繪製，Thomas Dunne Books出版，2012年）

## 資料來源
1. ↑  Löchel, Ingo. "The Walking Dead: Die Comic-Serie - Robert Kirkman" （页面存档备份，存于）. Zauberspiegel. Retrieved February 17, 2013.
2. ↑  "WonderCon Special Guests"; San Diego Comic-Con International magazine; Winter 2010; Page 19
3. ↑  . ImageComics.com.   [October 25, 2010]. （原始内容存档于2011年7月16日）.

## 外部連結
- 官方网站（英文）
- 漫威漫畫作者群非官方手冊 （页面存档备份，存于）（The Unofficial Handbook of Marvel Comics Creators）（英文）
- Buy My Books （页面存档备份，存于）（羅伯特·柯克曼專欄）（英文）
- 漫画书数据库：Robert Kirkman（英文）

| 前任： 羅伯特·莫瑞斯 | 《美國隊長》作者 2004 | 繼任： 艾德·布貝克 |